# Eutardigrada
Eutardigrada so razred počasnikov, v katerega uvrščamo nekaj več kot 700 danes znanih opisanih vrst.
Za predstavnike je značilno, da njihova kutikula ni otrdela ali strukturirana, okončine pa se končajo z enostavnimi kremplji brez izrastkov. Izvodila spolnih žlez in anus sta združena v kloako, izločala pa so Malpighijeve cevke. Po vseh teh značilnostih se razlikujejo od drugega glavnega razreda počasnikov, Heterotardigrada.
Razred nadalje delimo na dva redova, Apochela in Parachela, ta dva pa potem na skupno osem družin. Predstavniki prvega so kopenski, Parachela pa pretežno kopenski in sladkovodni, z nekaj morskimi predstavniki. Odrasli osebki kopenskih vrst so sposobni preiti v stanje anhidrobioze, drastične oblike dormance, po kateri so znani počasniki.